# 松永友幸
松永 友幸（まつなが ともゆき、1959年3月14日 - ）は、元テレビ長崎のアナウンサーである。長崎県長崎市出身。

## 来歴・人物
テレビ長崎アナウンサー在職中は、ニュース・情報番組の中継などを中心に活躍。特に1998年10月から2001年10月まで担当した『めざましテレビ』の全国中継では「花と小父さん」として親しまれた。ちなみに当時の『めざましテレビ』系列局中継担当の男性アナウンサーでは桑原征平（当時関西テレビ）、高橋巨典（当時テレビ宮崎）、柳沢剛（当時仙台放送）に次ぐ人気アナウンサーだった。
『めざまし』初登場は1998年9月で、前任の箕浦聖弓（当時テレビ長崎アナウンサー）最後の中継（「天気のつぼ」）にて、後任を務める旨とともに紹介された。そして2001年秋に『めざまし』を離れる際には、後任の森（現・長岡）千夏アナの初中継（10月10日「天気のつぼ」でハウステンボスから中継）にて引き継ぎを行い、司会の大塚範一や小島奈津子（当時フジテレビアナウンサー）らスタジオの出演者や全国の視聴者へのお別れの挨拶とともに、中継スタッフから花束を受け取った。
『めざまし』降板後はローカルニュースを中心に活躍。2003年を最後にアナウンサー職を離れたが、時々、KTN主催のイベントのCMでナレーションをつとめたあと異動となり、後に関連会社であるKTNソサエティの取締役を経てフリーアナウンサーに転向した。
プライベートでは、同僚アナウンサーの山本耕一らとバンドを組んでイベントでライブを行ったりなど、音楽好きな一面もある。
日本テレビとのクロスネット時代末期に『ズームイン!!朝!』（当時は福留功男がメインキャスター）の長崎担当キャスターを担当し、1990年9月にネットを終了するまで務めた。上記の『めざましテレビ』とともに時期こそ異なるが、違う全国ネットの朝番組に中継レポーターを行なった人物である。

## KTNアナ時代の担当番組
- ズームイン!!朝!全国中継（※日本テレビ系）
- テレビみゅーで（ローカル）
- めざましテレビ全国中継（1998.10-2001.10.11）（※フジテレビ系）
- きんよーモノ缶
- 哲ちゃん松ちゃんの道中記シリーズ（単発）
- めざましテレビ公認 わがまま!気まま!旅気分（※BSフジでも放送）
- KTNニュース最終版
- KTNニュース

など

## 関連人物
- 福留功男 - ズームイン!!朝!司会者（日本テレビアナウンサー、当時。現在フリー）
- 浦里和弘 - ズームイン!!朝!前代長崎担当→テレビみゅーで司会者
- 大塚範一 - めざましテレビ司会者（当時。現在は降板）
- 小島奈津子 - めざましテレビ司会者（フジテレビアナウンサー、当時。現在フリー）
- 山本耕一 - めざましテレビ初代長崎担当アナ、「テレビみゅーで」などの司会、バンド仲間。現在フリーアナウンサー。
- 箕浦聖弓 - めざましテレビ前担当アナ（第2代）、現在フリー
- 長岡(旧姓・森)千夏 - めざましテレビ次担当アナ（第4代）
- 吉井誠 - めざましテレビ次々担当アナ（第5代）[7]
- 越中哲也 - 「哲ちゃん松ちゃん」で共演